# Горній Велемерич
45°24′ пн. ш. 15°34′ сх. д. / 45.40° пн. ш. 15.56° сх. д.
Горній Велемерич (хорв. Gornji Velemerić) — населений пункт у Хорватії, у Карловацькій жупанії у складі громади Барилович.

## Населення
Населення за даними перепису 2011 року становило 108 осіб.
Динаміка чисельності населення поселення: